# Ouled Rechache
Ouled Rechache, également connu sous les noms de Aït Rechache, de Zoui et anciennement de Tamarout, est une commune de la wilaya de Khenchela en Algérie.

## Géographie
La commune se trouve dans la région montagneuse des Aurès au nord-est du pays. Elle est limitrophe au nord et à l’ouest d'El Mahmal (Tazougart) et de la wilaya de Tebessa au sud et à l’est.

## Histoire
Pendant la guerre d'Algérie, Zoui qui s’appelait plus communément Douar Tamarout abritait un camp militaire français.[réf. nécessaire]
Zoui était une SAS (section administrative spécialisée).

## Administration
Ouled Rechache est rattaché à la daïra d'Ouled Rechache qui regroupe deux communes : Ouled Rechache et El Mahmal.

## Économie
La ville possède une usine de blé[réf. nécessaire].

## Culture et patrimoine
Zoui, est une ville imprégnée de la culture chaouia Nemouchi (Nememcha).